# 清河邨
清河邨（英語：Ching Ho Estate）是一個香港的公共屋邨，項目編號為FL13NR，位於香港新界北區上水第36區的吳屋村和雞嶺村之間，與雞嶺村隔石上河上游河段相望，原址為石上河流經的農地（曾為香港第三間大學四個選址之一，唯最後選擇清水灣）。此屋邨的第三期以及第一、二期，分別由房屋署總建築師（1）C. W. Ko及房屋署總建築師（2）何樂素芬設計，現由創毅物業服務顧問負責屋邨管理。

## 概要

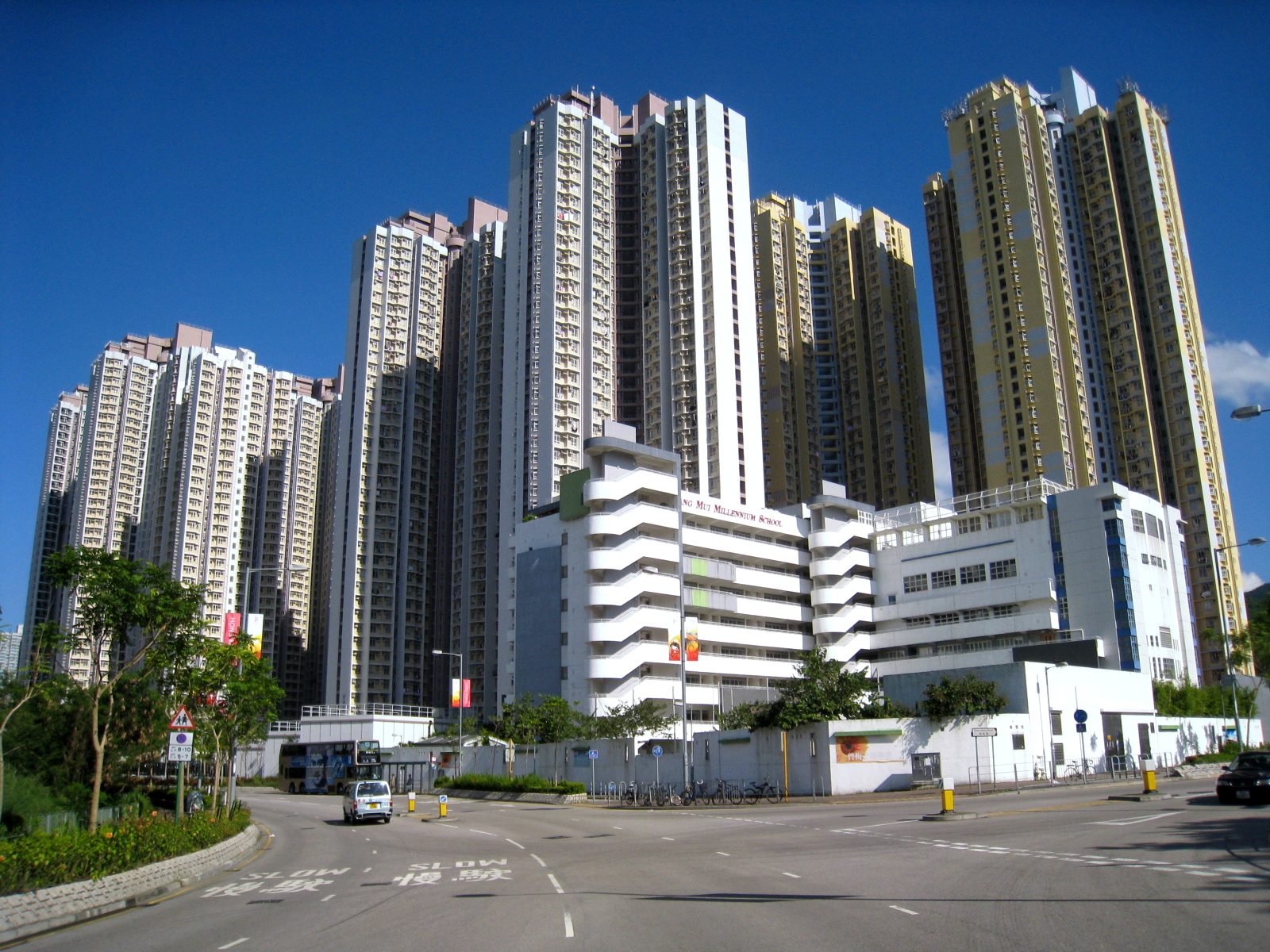
清河邨全貌（2008年8月）

此邨的發展工程早於1996年已經立項，當時擬建公屋屋邨（包括3幢和諧一型及1幢服務設施大樓）及居屋屋苑（包括11座康和一型第一款大廈）各一個。但是，後來項目經過三次改動：先分別將公、居屋改為興建3幢新和諧一型與9幢新版新十字型大廈，及後於居屋部分亦於1999年3月改用新和諧一型，最後於同年10月更改為全公屋發展。房委會租住房屋小組於2000年9月通過把本邨命名為清河邨，取其「清澈河流」之意；亦與其毗鄰客家原居民雞嶺村之張氏宗祠堂聯「清河世澤，金鑑家聲」互襯。
本邨有8座住宅大廈，本來預算於2003年3月-2004年1月期間入伙。但是，因為居屋第23期乙取消及孫九招導致大量未售居屋改作公屋，以及有承建商資不抵債而導致清河邨工程兩度延誤（當中地基工程要到2002年才竣工，及後到2003年9月才批出上蓋工程合約），最終本邨第三期於2006年才入伙。餘下的樓宇在2008年6月時大部份都已落成，2008年12月13日全面入伙（較原定2004年全面入伙延遲四年），最多可容納21,000人居住。2009年3月的住戶及人口為6,200戶及18,500人；到2016年12月底，邨內住戶及人口增至7,100戶及19,900人。
清河邨連同沙田愉翠苑是「香港建築環境評估計劃」下，獲選為評審試點的公營房屋項目，負責設計本邨一及二期的房屋署總建築師何樂素芬表示，清河邨是設有最多綠化項目的屋邨，當中包括首次在垃圾房屋頂栽種植物。

### 新加建樓宇
2017年3月，房屋署計畫將邨內的露天停車場用地改建公屋，將擬興建一座約39層公屋，可提供776個單位，並設有商場及停車場。搬遷停車位之加建及改建工程最快於2018年年初動工，預於2019年年初完成，而興建公屋計畫將最快2019年年初動工，預計於2023年落成。該大廈將由房屋署總建築師（2）及興業建築師有限公司設計。及後，按照房委會就此項目發出的招標公告中，可見設施清單中出現「互助委員會辦事處／業主立案法團辦事處」，意味清河邨第四期已列入綠表置居計劃備選樓宇名單。
至2021年12月，未命名的清河邨四期正式被選為「綠置居2022」的出售屋苑，並命名為「清濤苑」，其後於2024年7月竣工。

## 屋邨資料

### 樓宇詳情
| 樓宇名稱（座號）    | 樓宇類型                                | 落成年份 | 層數                          | 每層伙數                                                               | 每座單位總數（伙） | 建築師                      | 承建商   | 提供升降機的廠商 | 期數 |
| ------------------- | --------------------------------------- | -------- | ----------------------------- | ---------------------------------------------------------------------- | ------------------ | --------------------------- | -------- | ---------------- | ---- |
| 清頌樓（第1座）     | 新和諧一型第六款                        | 2008年   | 41（40）                      | 20（1-18樓，20-40樓） 19（19樓，1901室為消防水泵設備房）               | 799                | 房屋署總建築師何樂素芬      | 德信建築 | 東芝             | 1    |
| 清譽樓（第2及2A座） | 新和諧一型第三款 連新和諧附翼五型第二款 | 2008年   | 主樓：41（40） 附翼：36（35） | 31（1-18樓，20-35樓） 30（19樓，1901室為消防水泵設備房） 20（36-40樓） | 1,184              | 房屋署總建築師何樂素芬      | 德信建築 | 東芝             | 1    |
| 清顯樓（第3及3A座） | 新和諧一型第七款 連新和諧附翼五型第一款 | 2008年   | 主樓：41（40） 附翼：36（35） | 31（1-18樓，20-35樓） 30（19樓，1901室為消防水泵設備房） 20（36-40樓） | 1,184              | 房屋署總建築師何樂素芬      | 德信建築 | 東芝             | 1    |
| 清平樓（A座）       | 新和諧一型第三款                        | 2008年   | 41（40）                      | 20（1-18樓，20-40樓） 19（19樓，1901室為消防水泵設備房）               | 799                | 房屋署總建築師何樂素芬      | 德信建築 | 三菱             | 2    |
| 清潤樓（B座）       | 新和諧一型第五款 （特別設計）           | 2008年   | 41（40）                      | 20（1-18樓，20-40樓） 19（19樓，1901室為消防水泵設備房）               | 799                | 房屋署總建築師何樂素芬      | 德信建築 | 三菱             | 2    |
| 清澤樓（C座）       | 新和諧一型第五款 （特別設計）           | 2006年   | 41（40）                      | 20（1-18樓，20-40樓） 19（19樓，1901室為消防水泵設備房）               | 799                | 房屋署總建築師（3）C. W. Ko | 瑞安建業 | 蒂森克虜伯       | 3    |
| 清朗樓（D座）       | 新和諧一型第六款                        | 2006年   | 41（40）                      | 20（1-18樓，20-40樓） 19（19樓，1901室為消防水泵設備房）               | 799                | 房屋署總建築師（3）C. W. Ko | 瑞安建業 | 蒂森克虜伯       | 3    |
| 清照樓（E座）       | 新和諧一型第六款                        | 2006年   | 41（40）                      | 20（1-18樓，20-40樓） 19（19樓，1901室為消防水泵設備房）               | 799                | 房屋署總建築師（3）C. W. Ko | 瑞安建業 | 蒂森克虜伯       | 3    |

（註：因發展計劃內的第四期樓宇已經轉作綠表置居計劃屋苑清濤苑的關係，故此略去部份座號。）
1. 1 2 3  設有供1-2人住戶入住的「劏房」；當中清平樓本身為新和諧一型第四款

清河邨第一期除了包括清頌樓、清譽樓、清顯樓，亦包括邨內的一個小型商場 - 清河商場，同樣先後由德信建築及有利集團承建。

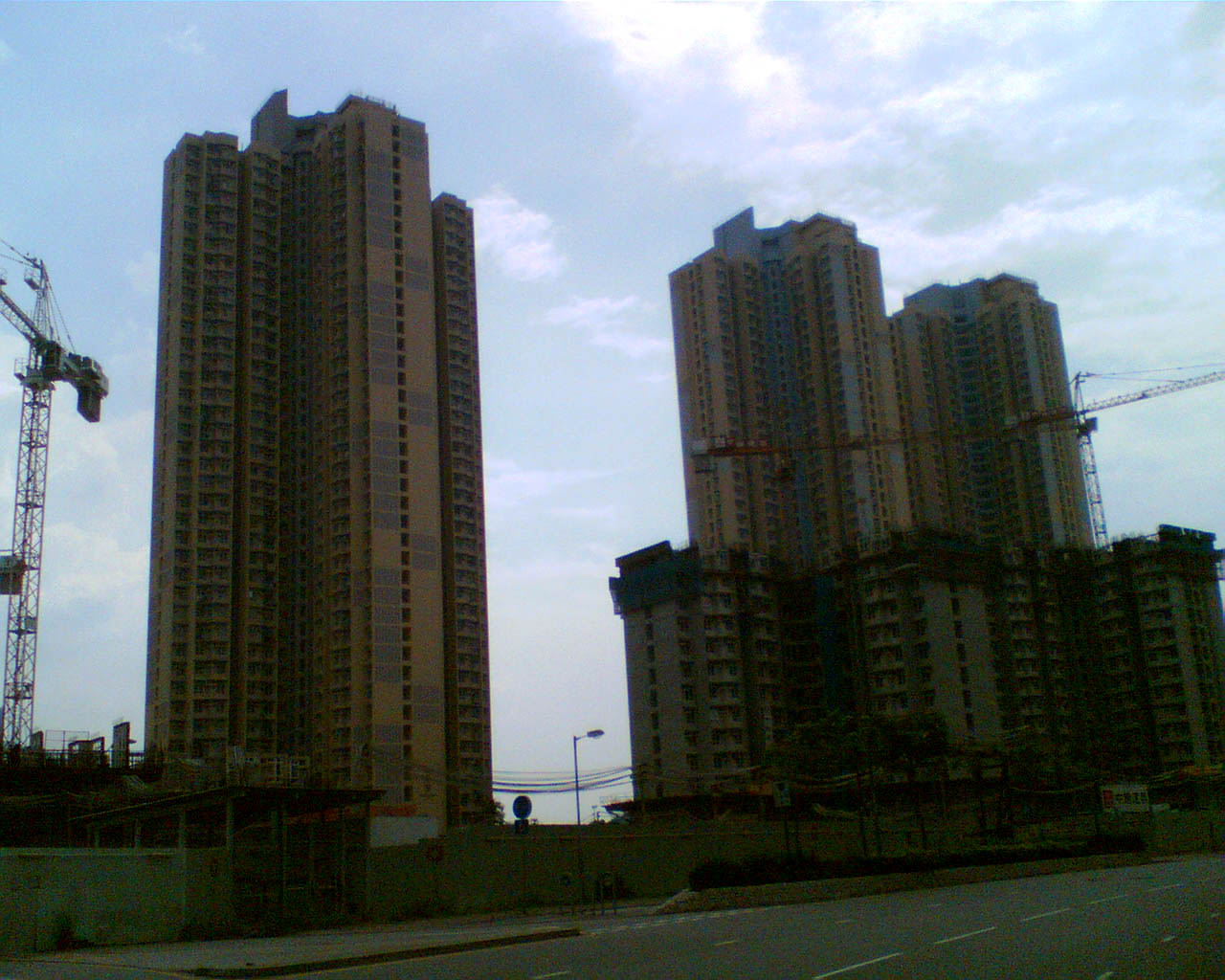
興建中之清河邨第一及二期（前）以及背後已有部份居民入伙的三期，2006年9月

### 設施

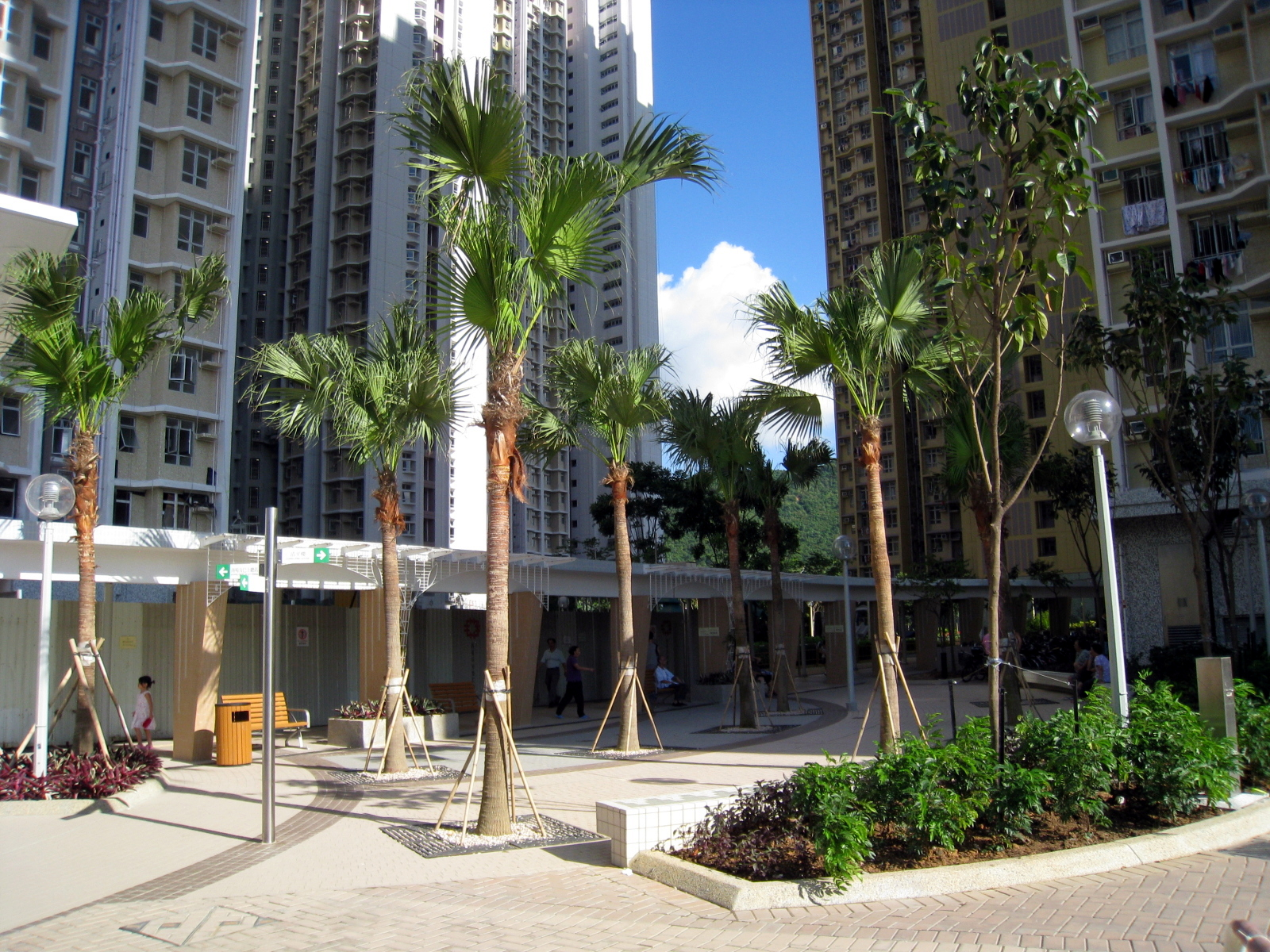
入口廣場（2008年8月）

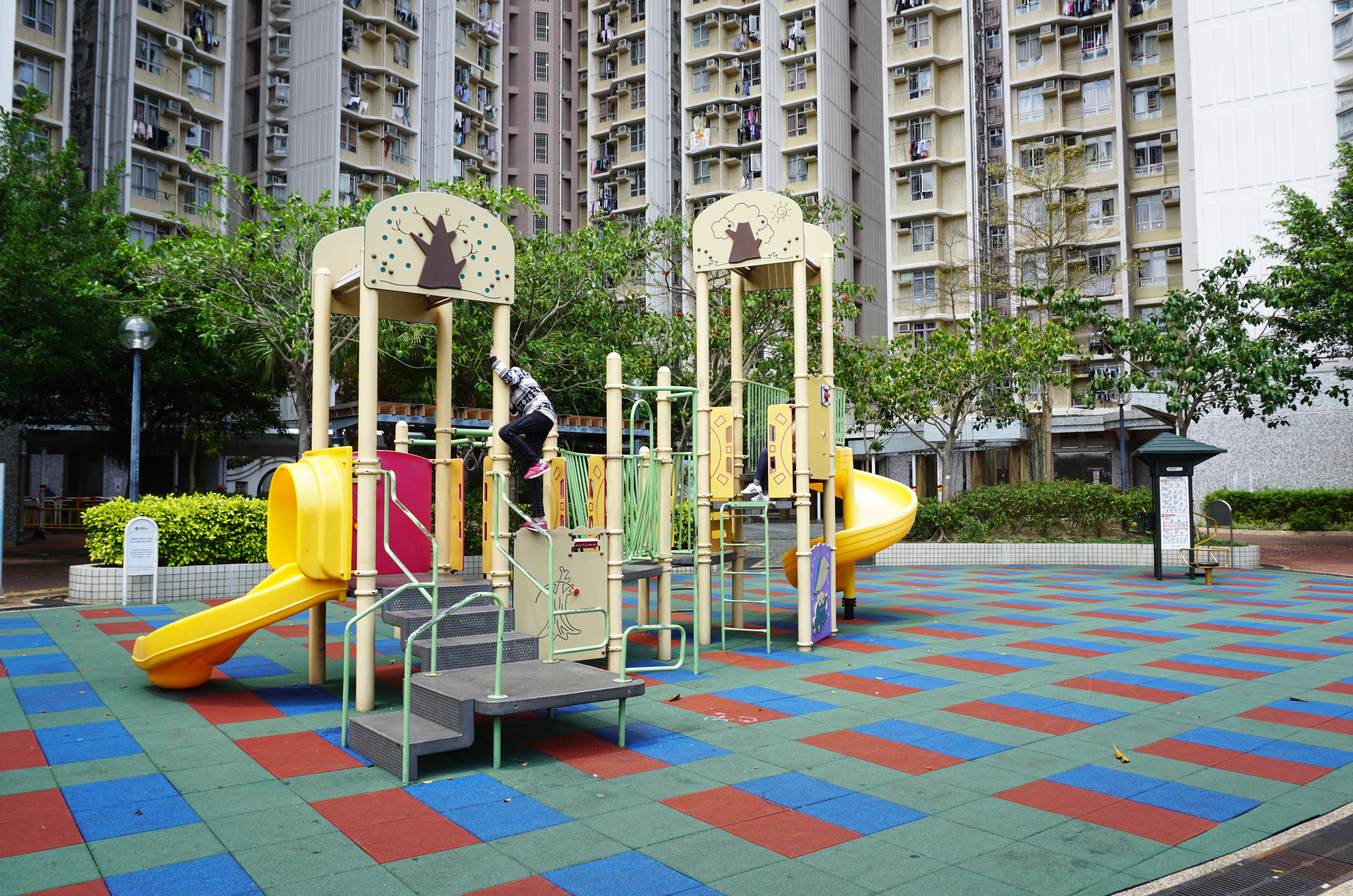
兒童遊樂場及健體區

#### 清河商場

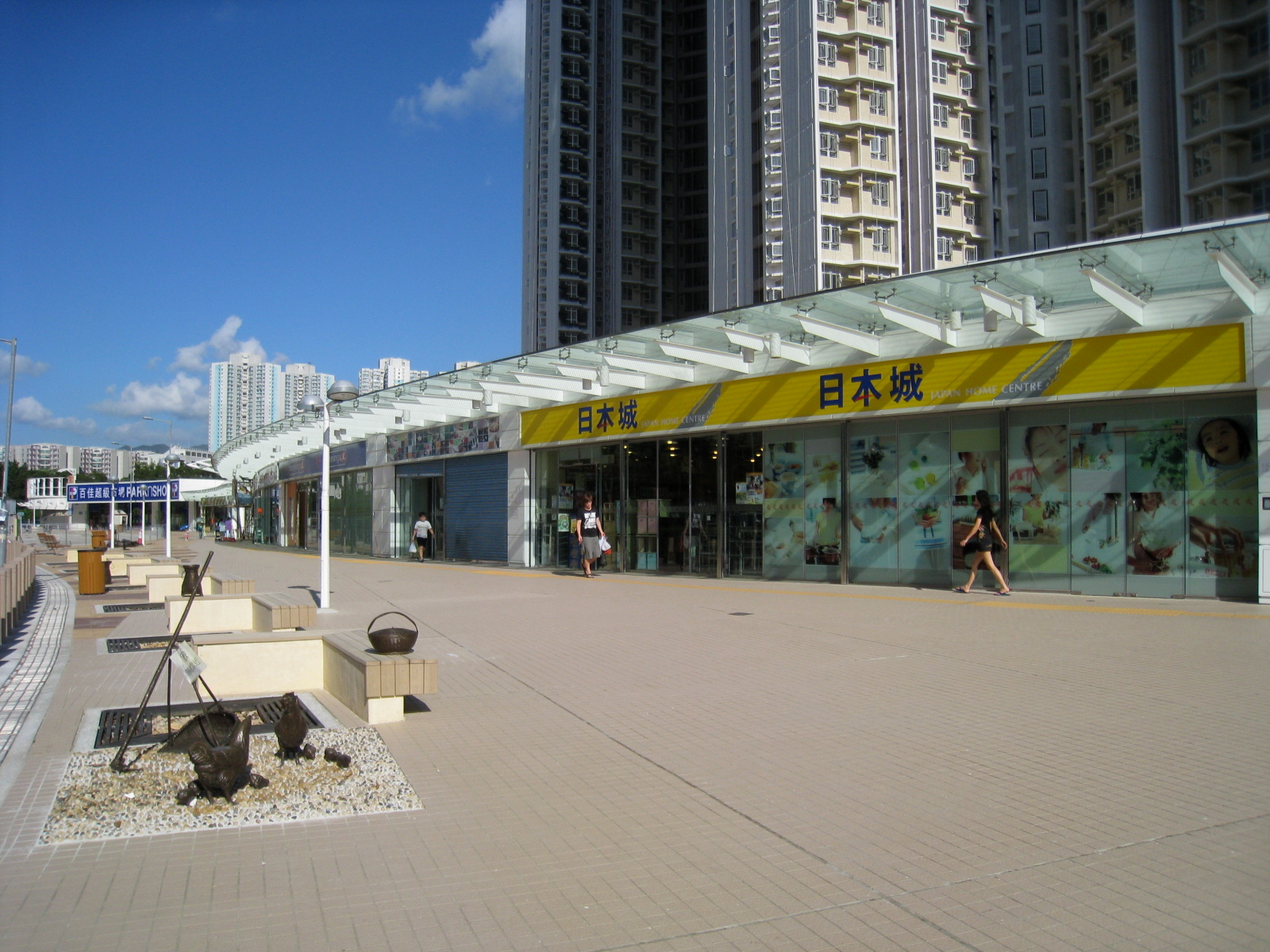
清河商場西面（2008年8月）

清河商場為一座單層商場，面積約2,400平方米，於2008年4月啟用。商場共有16間店舖，面積由10平方米至850平方米不等。截至2009年10月為止，已有日本城家居用品店、OK便利店、大昌食品市場、萬寧、西醫及牙醫診所、富園茶餐廳、髮廊、洗衣店、餅店、富金酒樓、源泰文具公司及百佳超級市場進駐。在商場旁邊為清河邨公共運輸交匯處，設有小巴站、巴士站及的士站，而清河邨公共運輸交匯處於2008年12月7日啟用。商場也設有銀行櫃員機，現在暫時擺放在清譽樓附翼地下。
另外，清河商場旁的清濤苑基座亦有一個兩層高的商場。

#### 其他設施
其他設施包括1所幼稚園、2所社區服務中心（香港宣教會恩霖社區服務中心及保良局田家炳關愛家庭中心）、1所青少年綜合服務中心（香港小童群益會清河分址） 及1所濫用精神藥物者輔導中心。在休憩用地方面：邨內的空地設有3個兒童遊樂場及2個籃球場。
此外，清河邨早年亦曾設有一座可容納210部私家車、28部輕型貨車及29部電單車的停車場，但目前已劃入清濤苑範圍內。
另外，為增加綠化面積，設有全港首個垃圾房天台花園、綠化行車道、10支太陽能路燈、垂直綠化等各樣設施集於一身，是屋邨的一大特色。

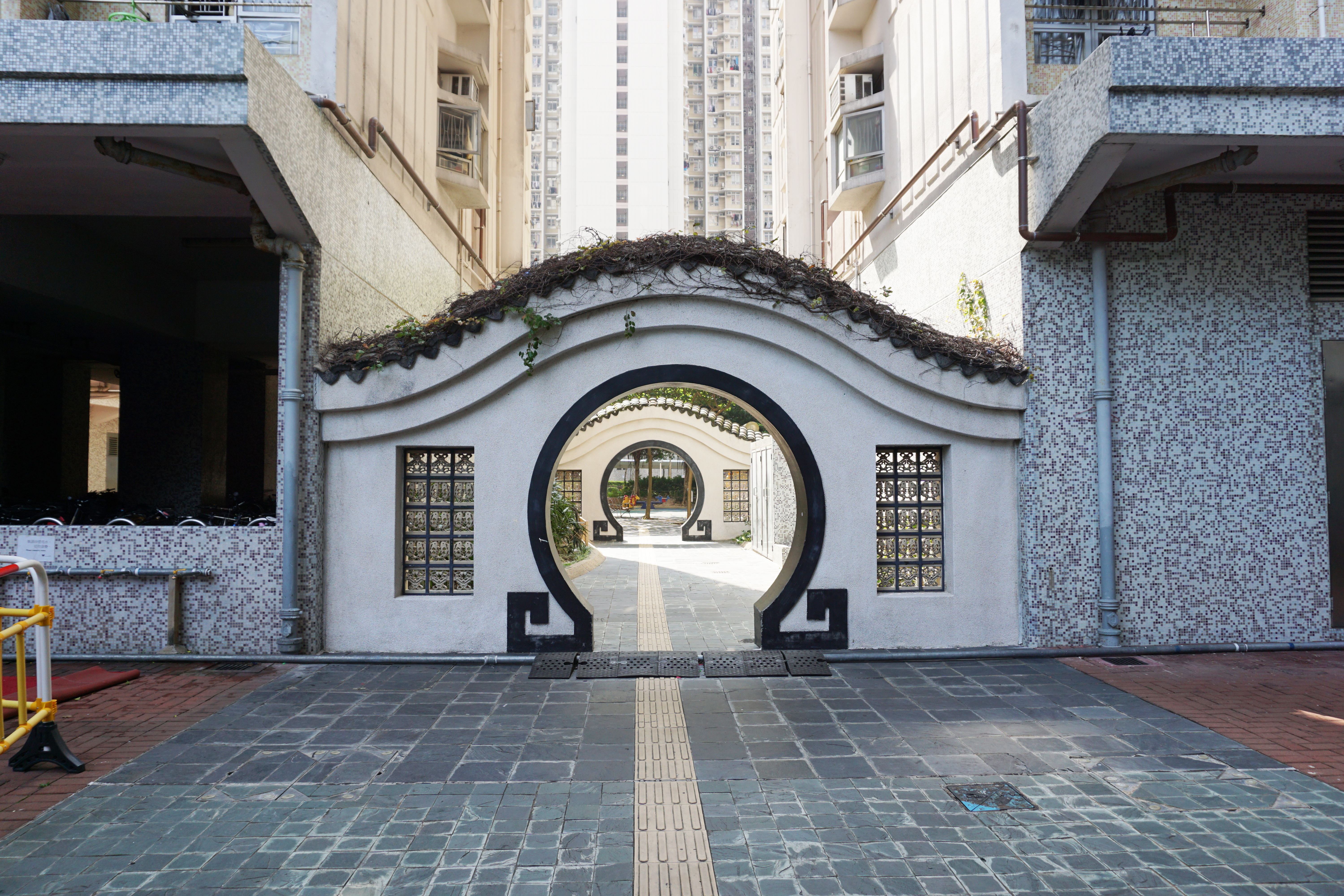
中式拱門
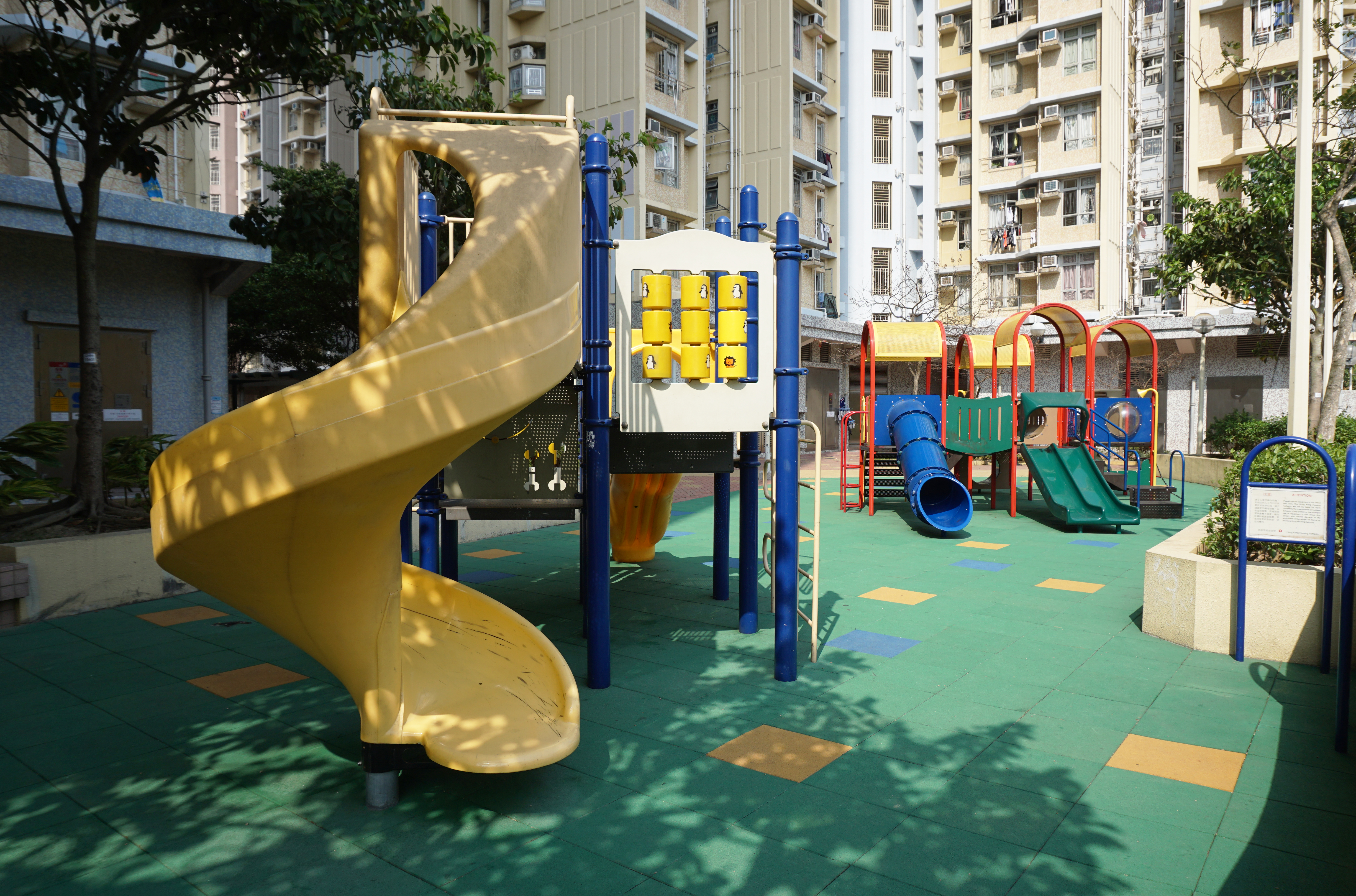
兒童遊樂場
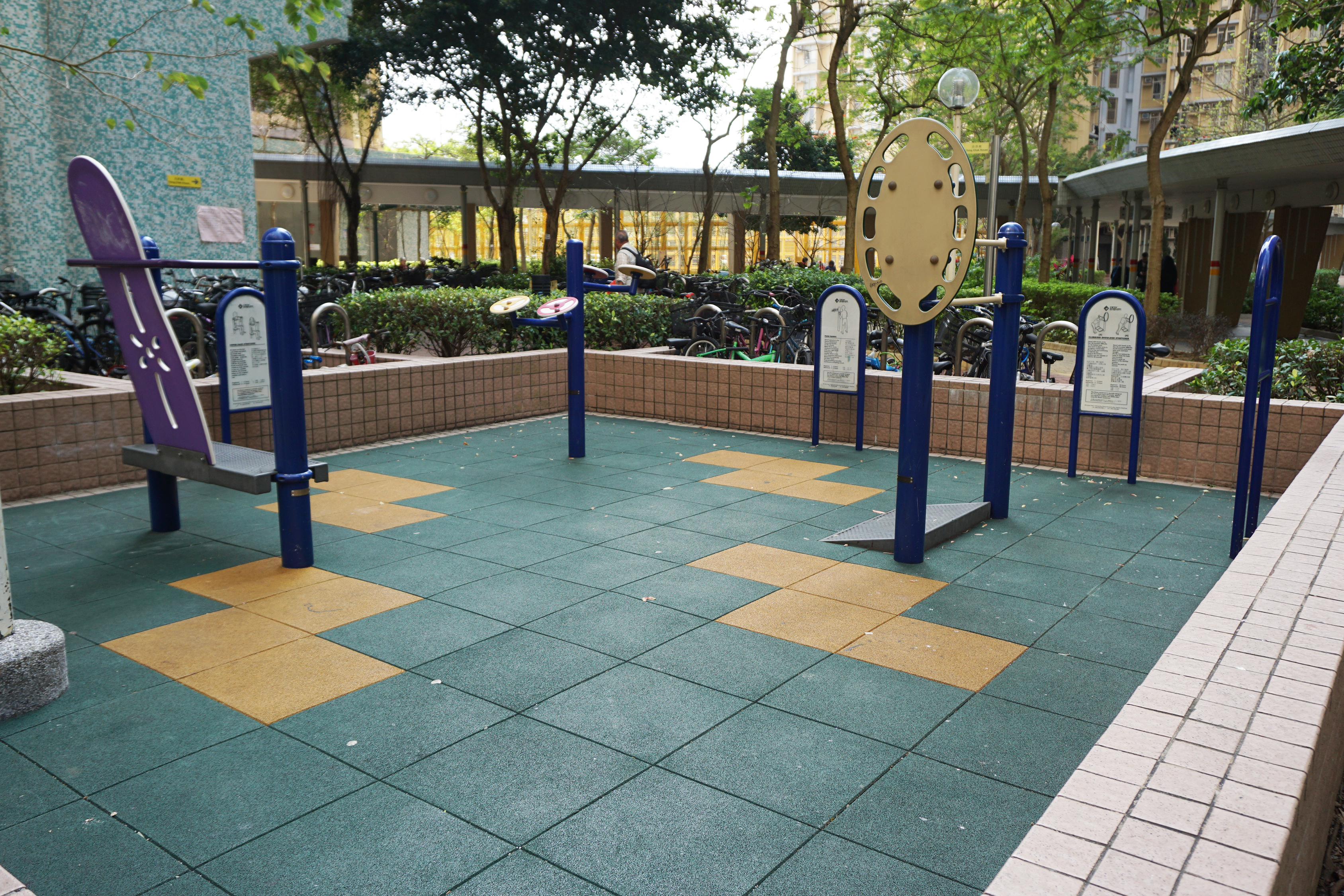
健體區
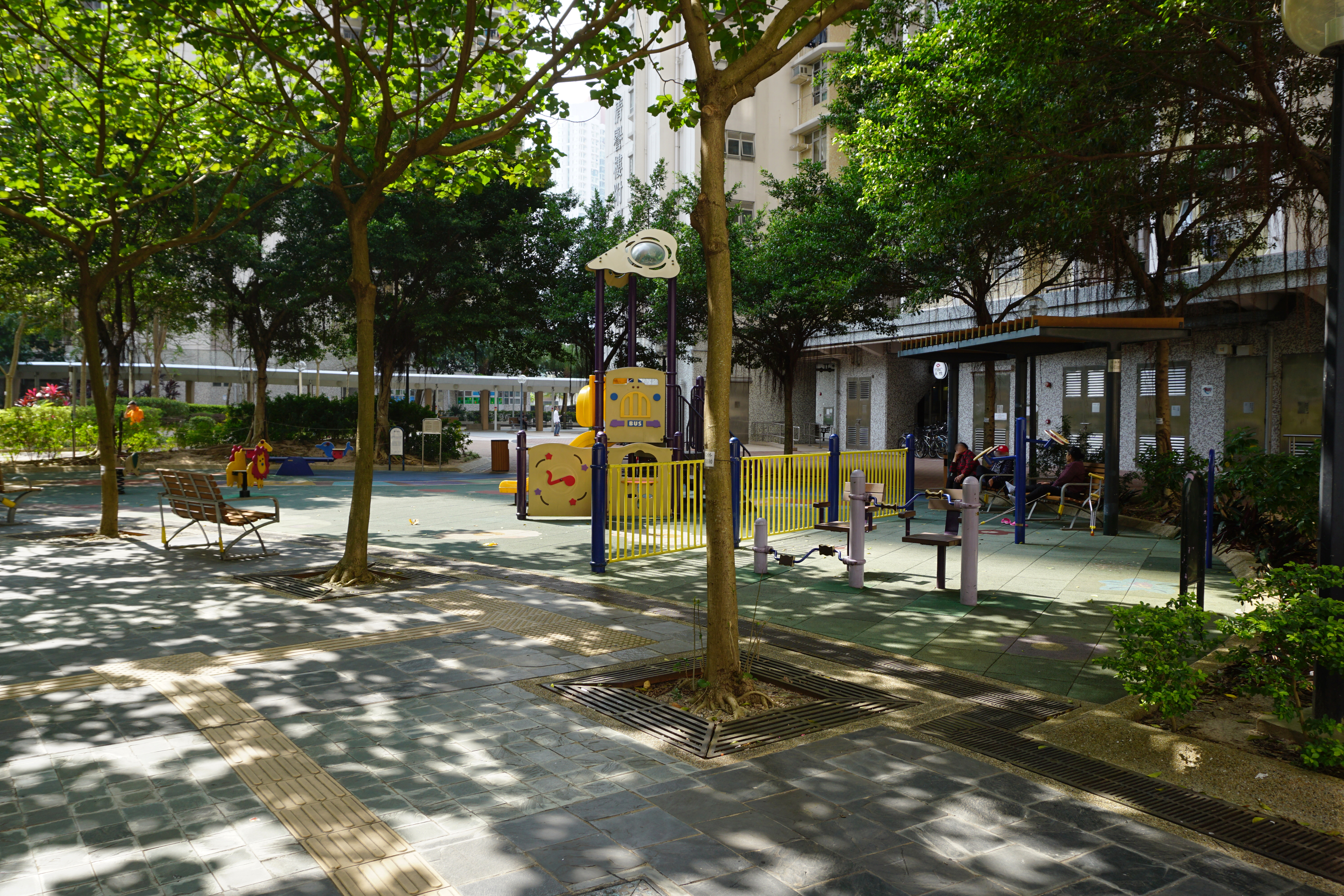
兒童遊樂場（2）及健體區（2）
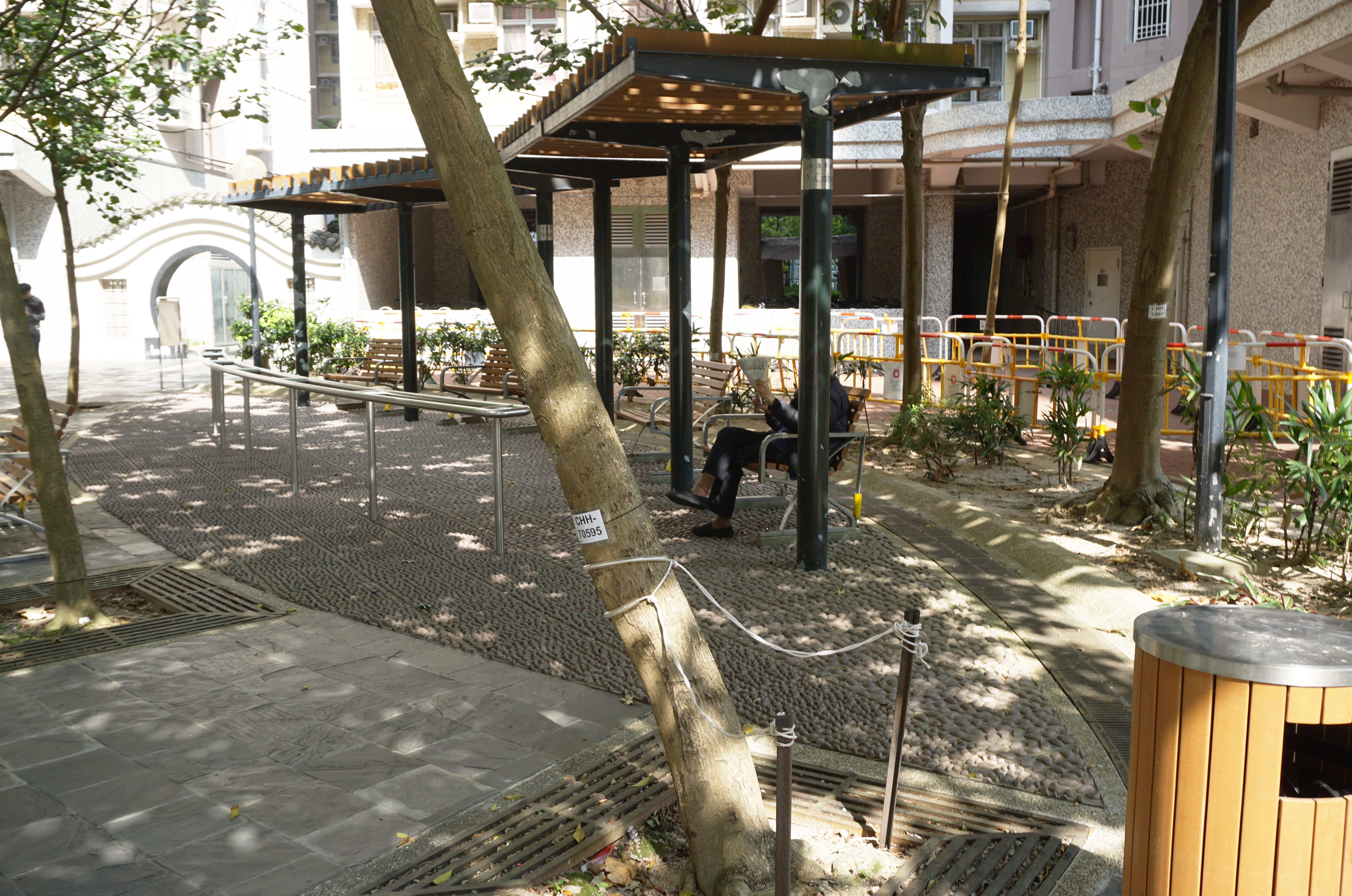
卵石路步行徑
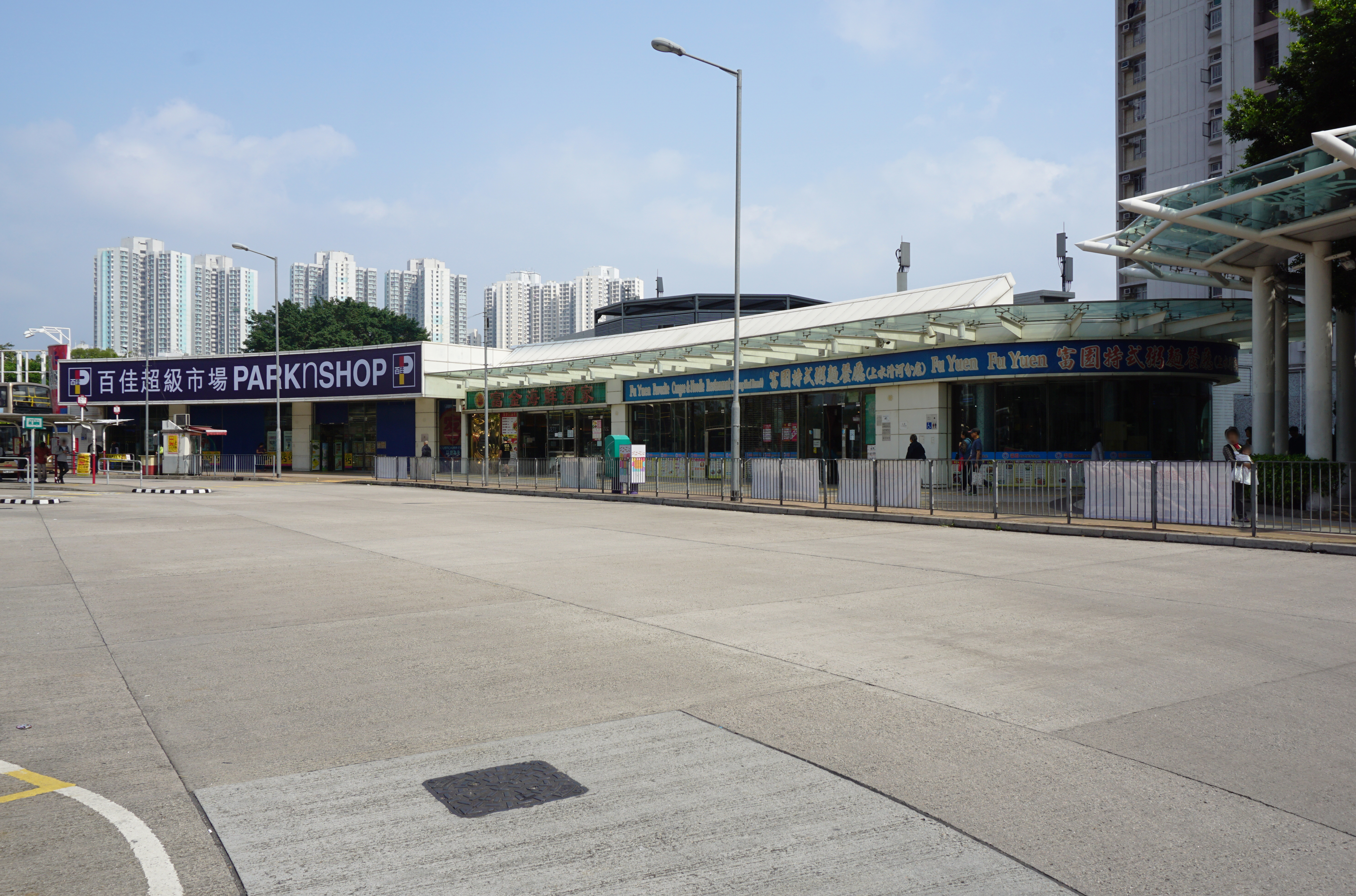
清河商場東面
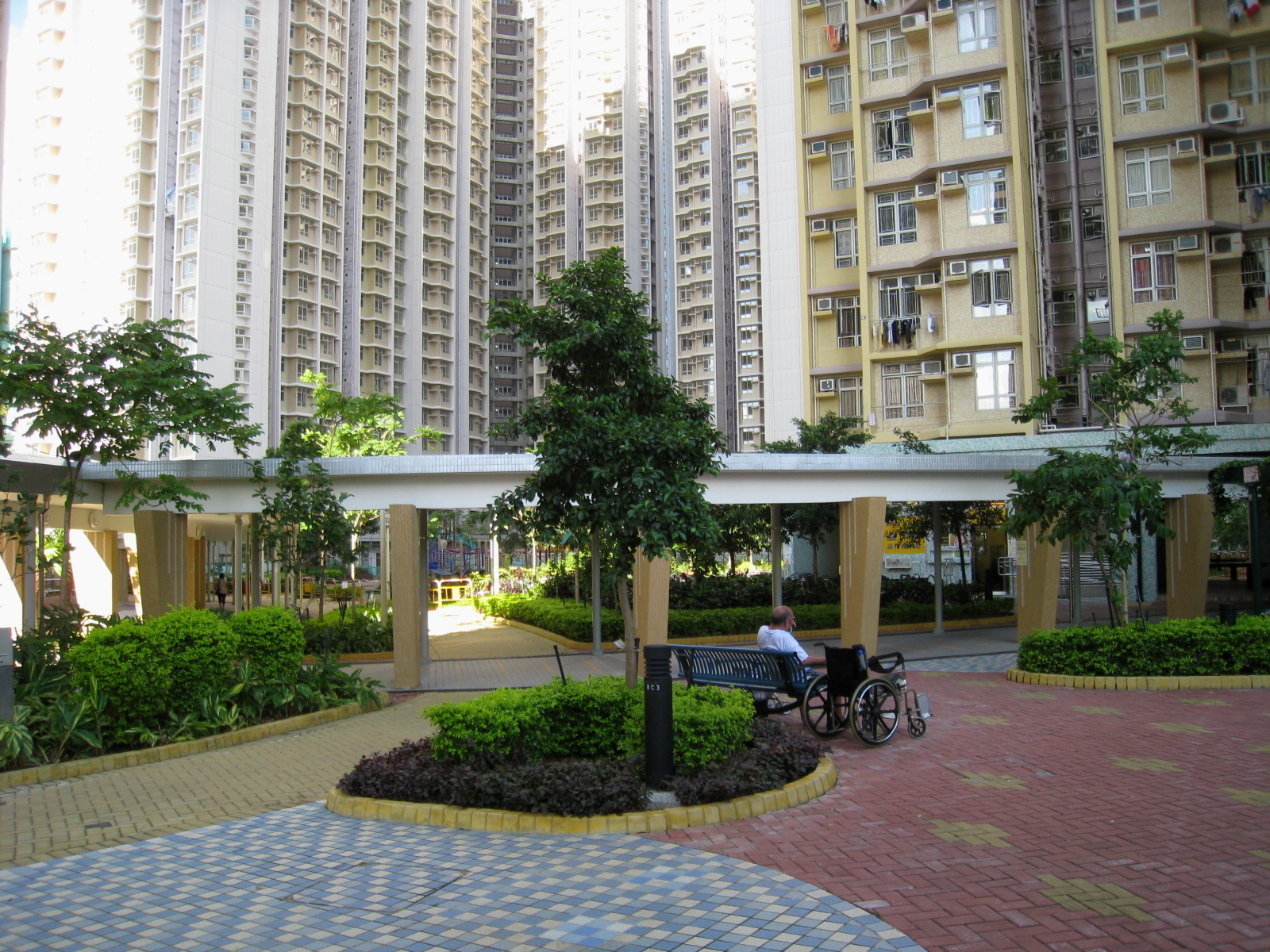
內園
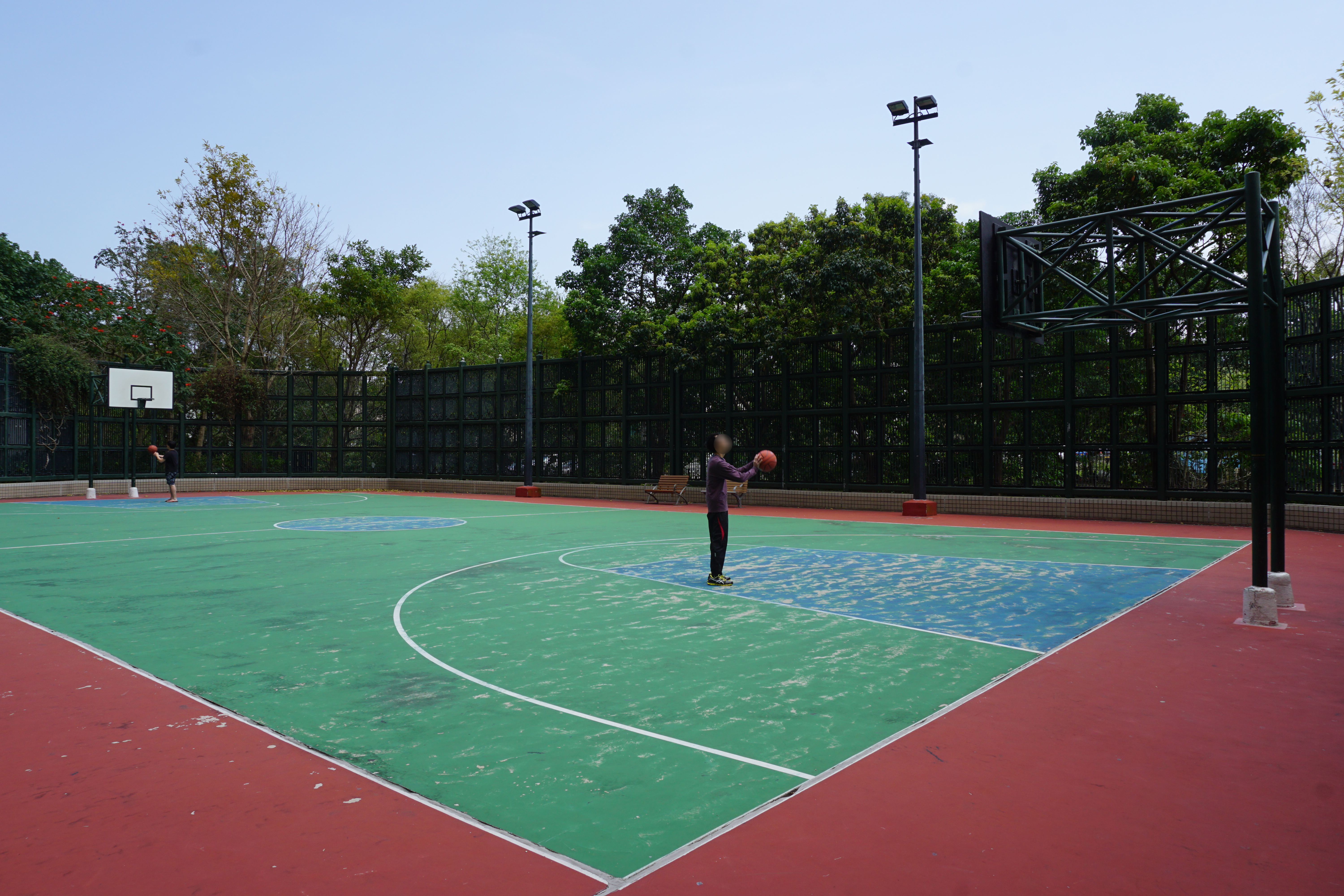
籃球場
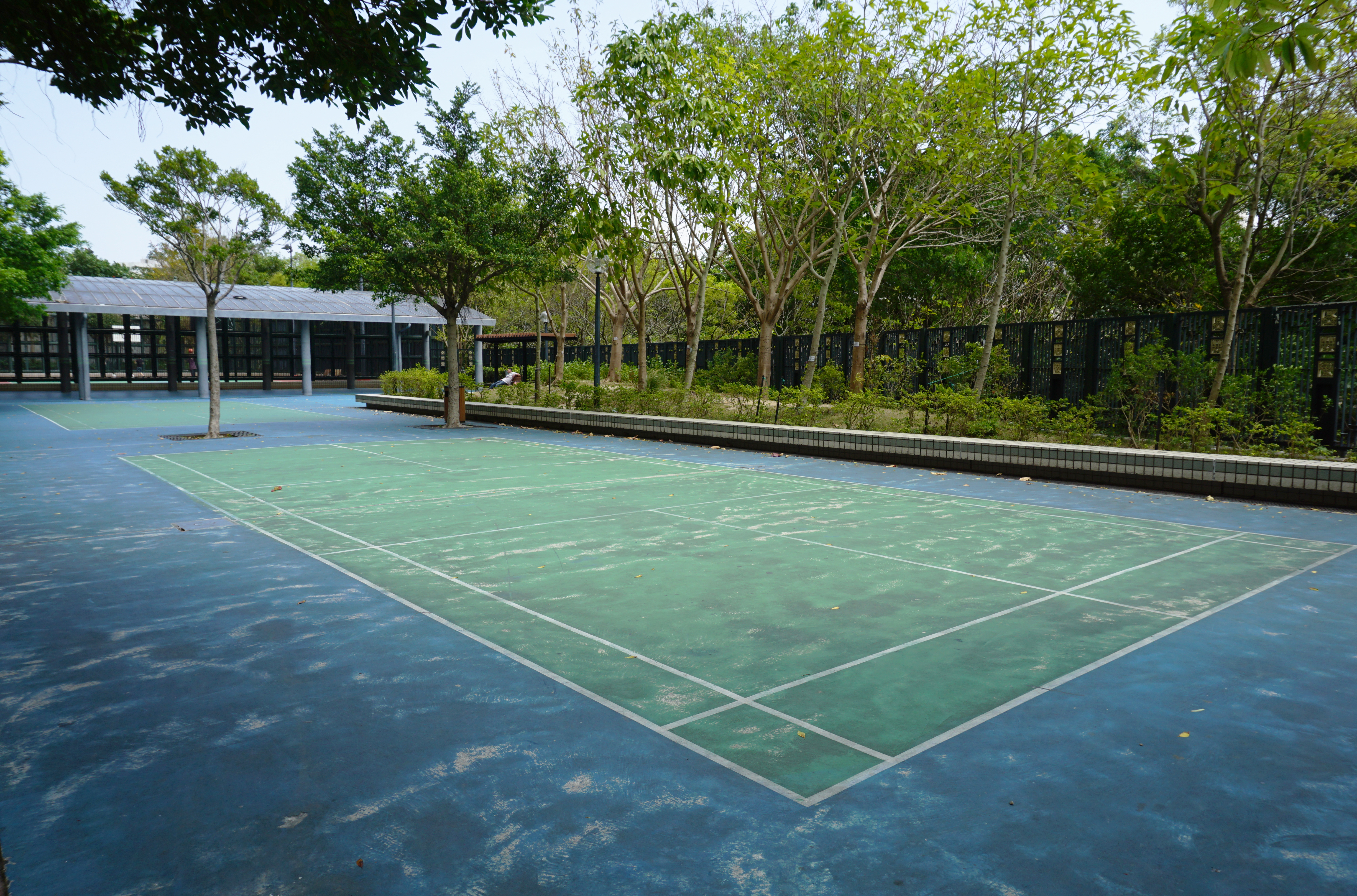
羽毛球場
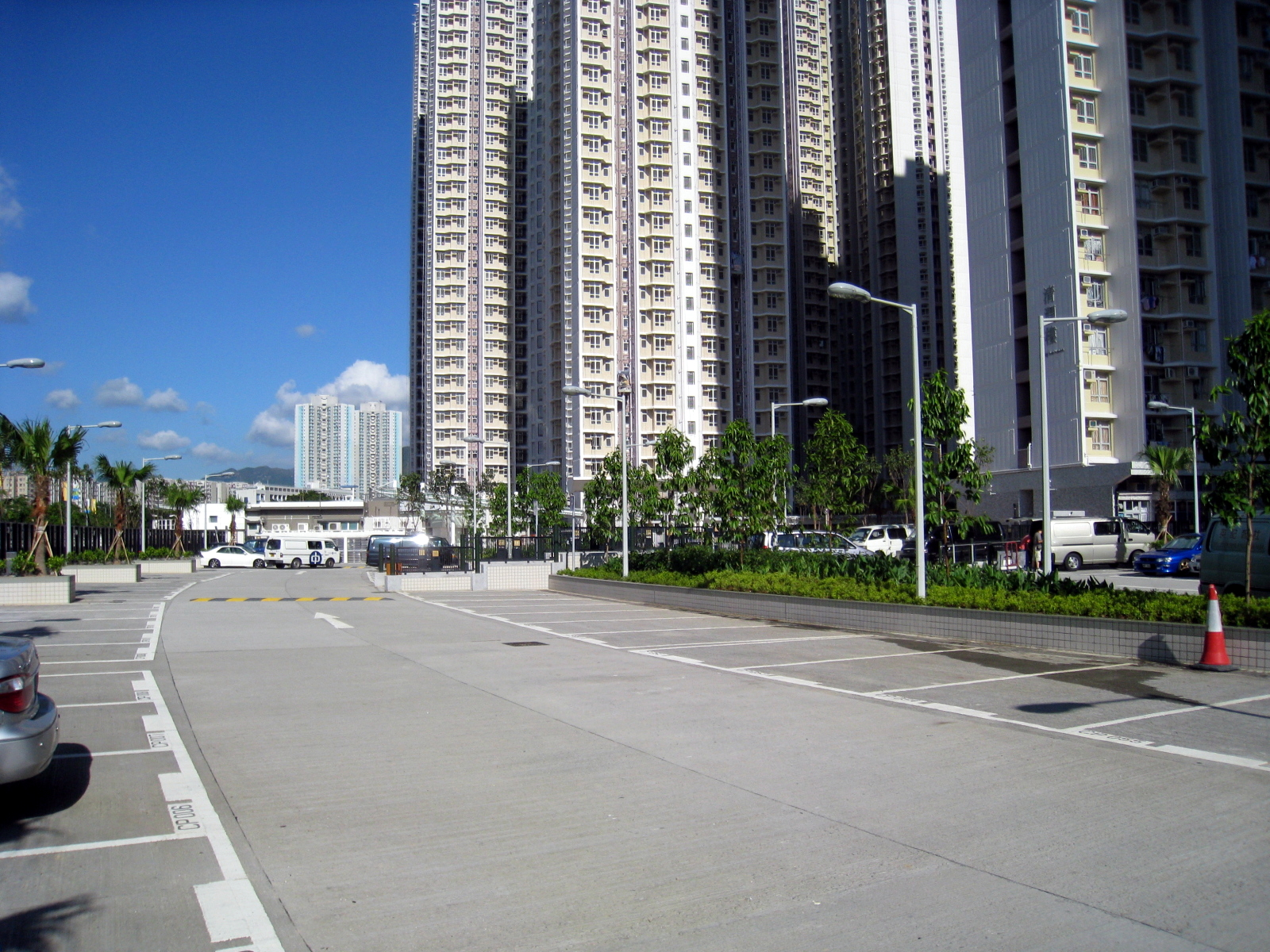
停車場

#### 學校
- 風中學（2002年創辦，2003年遷入現址永久校舍）
- 曾梅千禧學校（1967年創辦，1991年自藍田邨遷入上水，再於2003年9月遷往現址）
- 香海正覺蓮社佛教正慧小學 （页面存档备份，存于）（1982年創辦，2003年9月遷往現址）
- 中華基督教青年會上水幼稚園 （页面存档备份，存于）（2008年創辦）
- 東華三院馬錦燦紀念小學 （页面存档备份，存于）（1988年創辦，2009年遷往上水彩園邨，2017年9月再遷往現址）

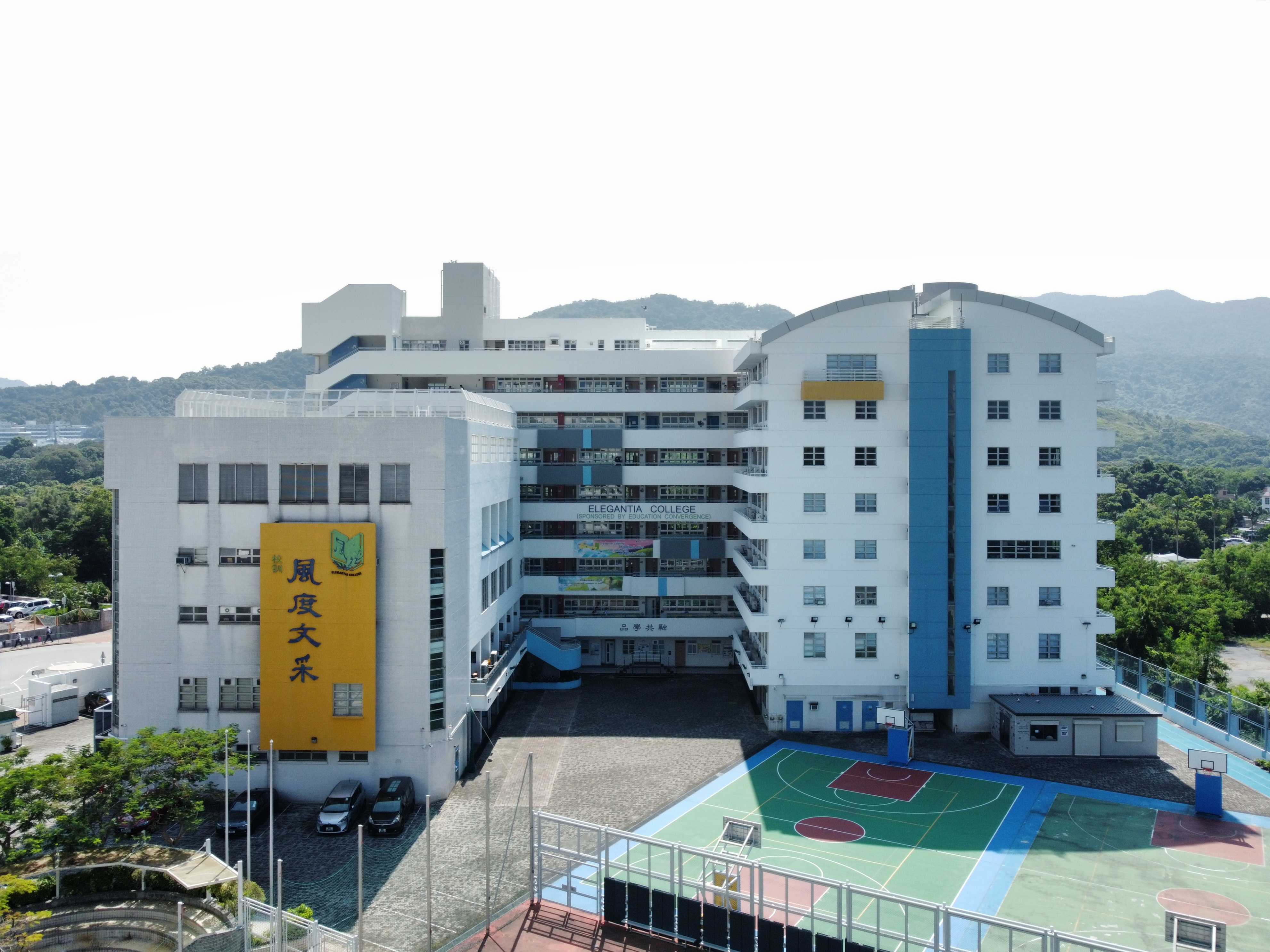
風采中學
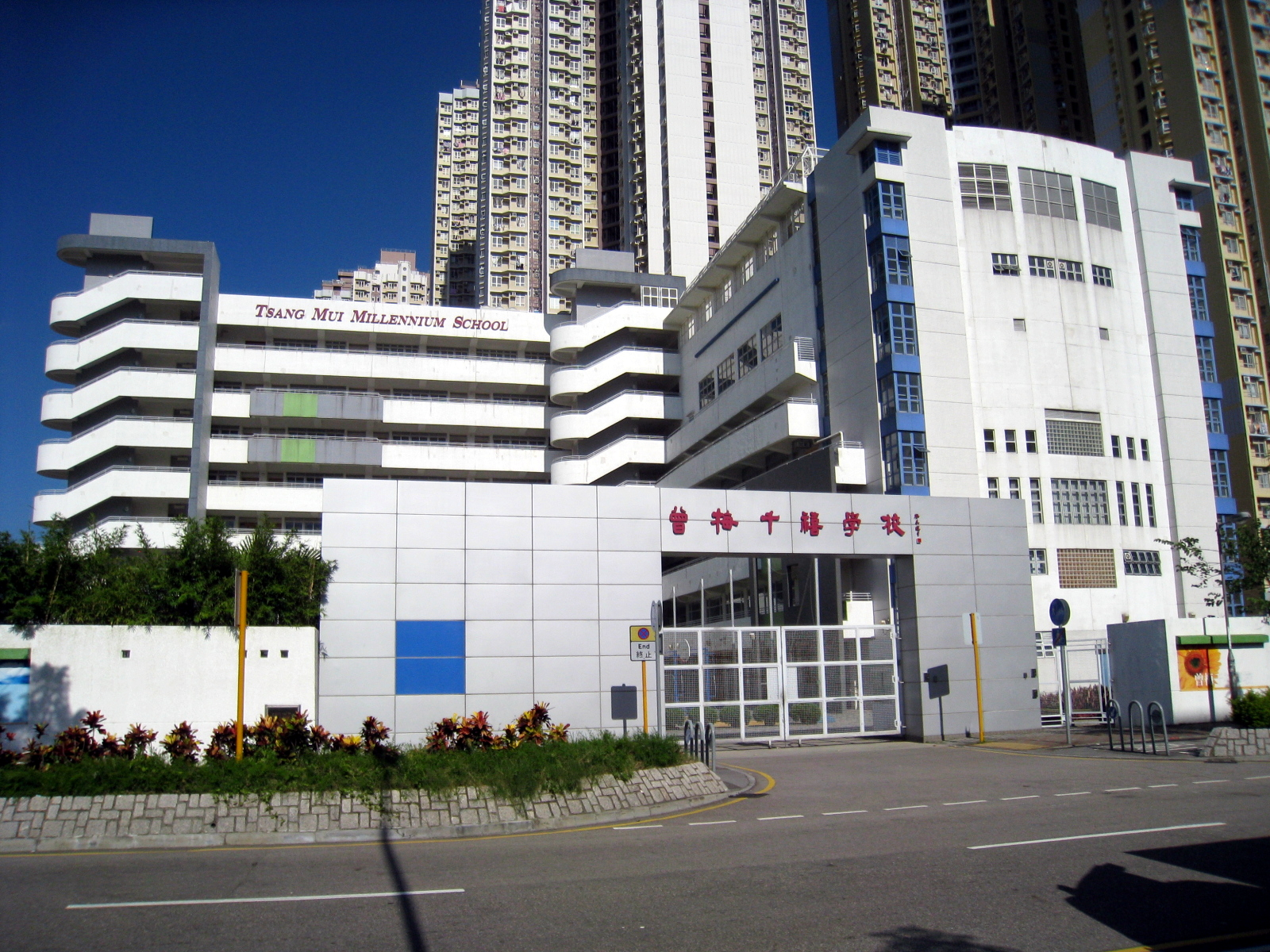
曾梅千禧學校
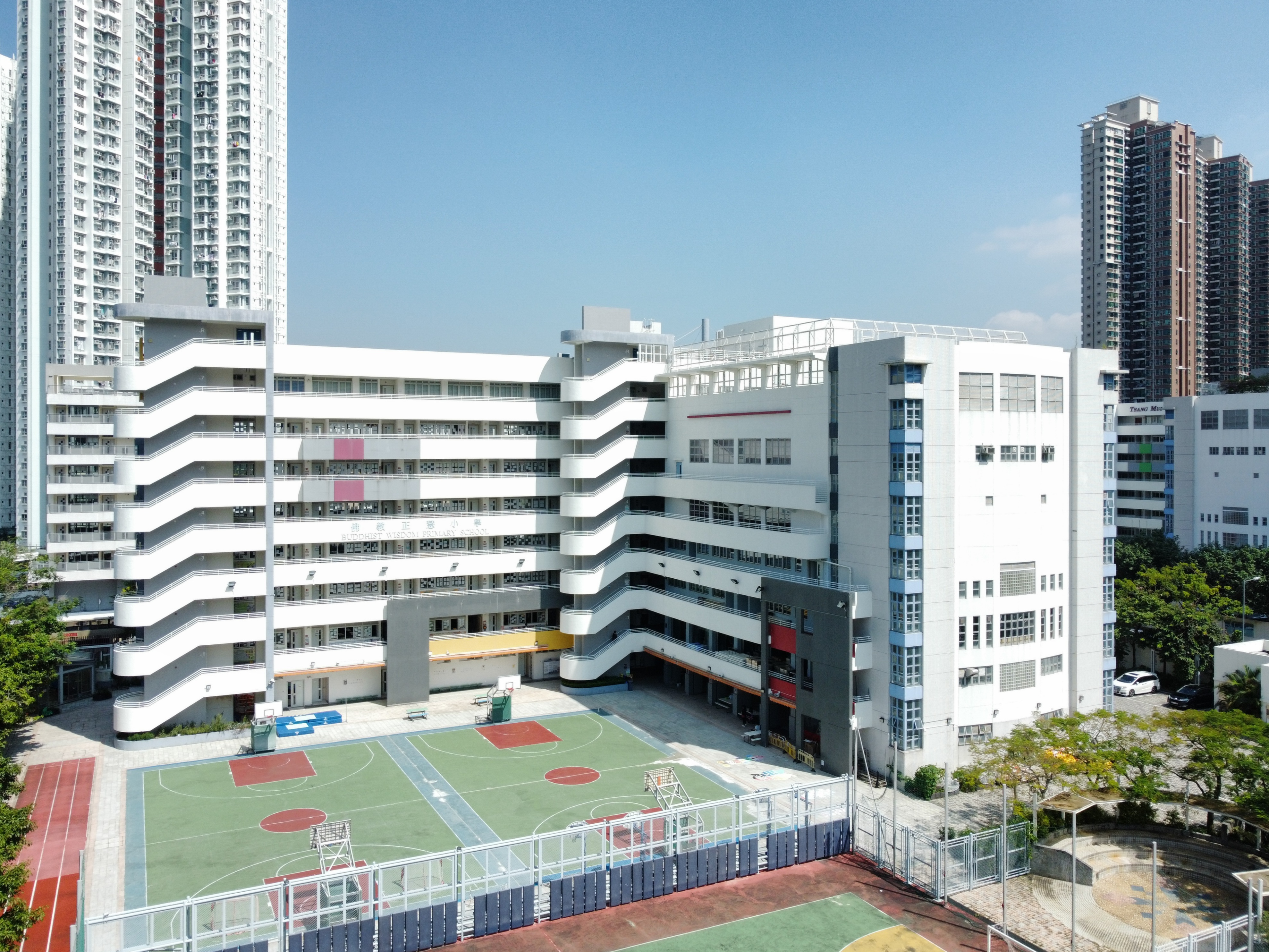
佛教正慧小學
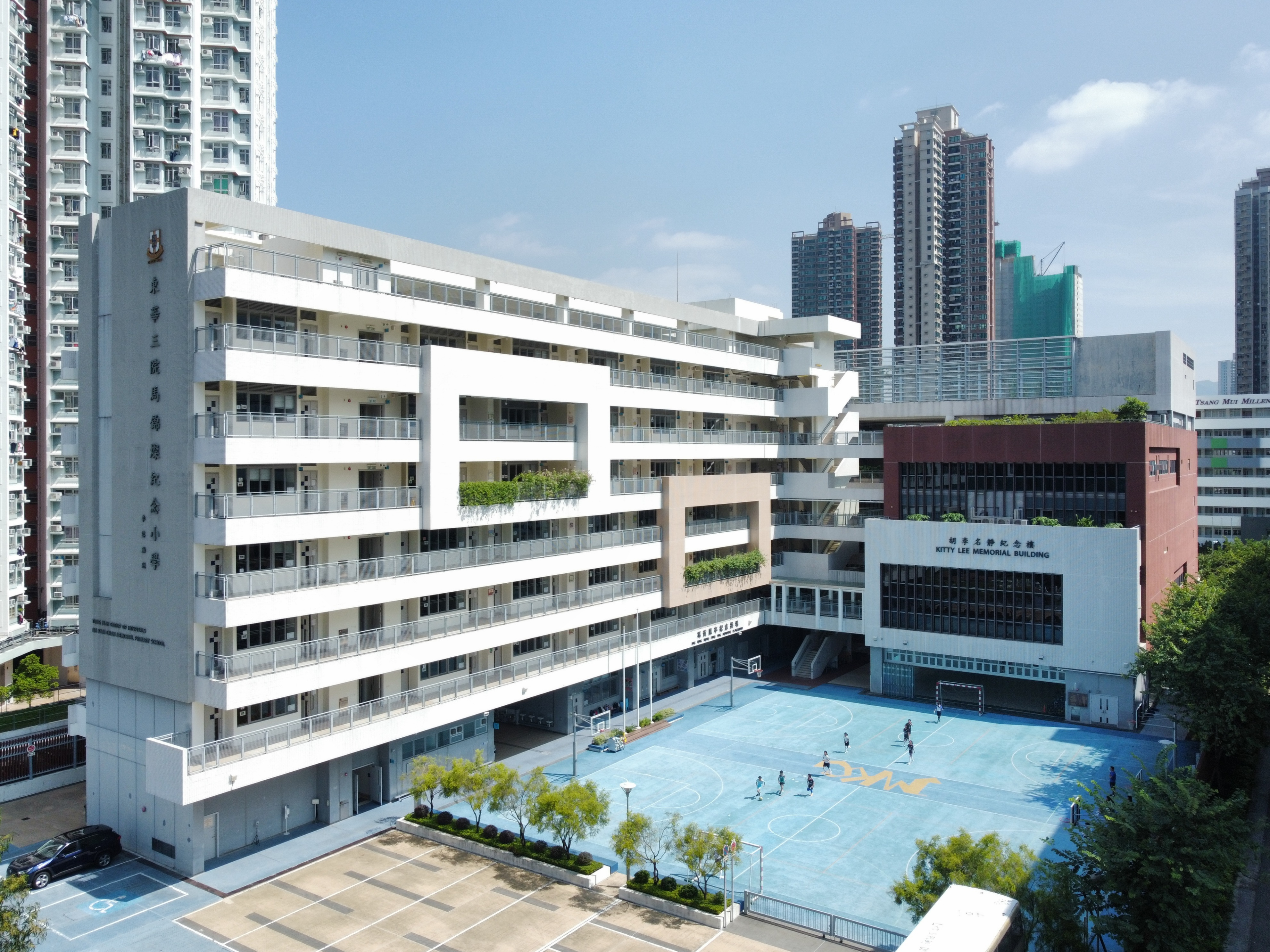
東華三院馬錦燦紀念小學

## 所屬區議會
清河邨全邨所有樓宇組成北區區議會清河選區。而在立法會地區直選當中，屬於新界東（LC5）選區，而地方行政則為北區。現由北區連線成員袁浩倫擔任當區區議員。

### 歷屆區議員
| 屆別                  | 議員   | 政治聯繫 | 政治聯繫                     |
| --------------------- | ------ | -------- | ---------------------------- |
| 2012年－2015年        | 藍偉良 |          | 民建聯                       |
| 2016年－2019年        | 藍偉良 |          | 民建聯 → 新 新社聯／公屋聯會 |
| 2020年－2021年5月31日 | 袁浩倫 |          | 北區連線                     |
| 2021年6月1日－2023年  | 待補選 | 待補選   | 待補選                       |

## 事件

### 第一及第二期工程爛尾
由德信建築承建的清河邨第一及二期，原訂於2006年與第三期一併竣工。但是，由於德信資不抵債，加上在此項目與香港仔石排灣邨二期拖欠工人薪金，導致項目施工進度緩慢，最後被房屋署勒令終止合約並重新招標，而德信更因欠下賠償而一度被法院下令清盤。此案是自從1986年祥記建築有限公司放棄耀安邨一期及顯徑邨二及三期工程、1995年海成建築有限公司資不抵債引致葵盛東邨及金坪邨爛尾，以及1990年代尾數宗公屋小型單位大廈工程爛尾後，最為嚴重的公屋工程爛尾事件。

### 修例風波防暴警搜青年放催淚彈
2019年11月10日，防暴警察衝入屋邨籃球場，持長槍要求在場青年停止打波，更命令多人在場邊一字排開搜身。街坊得悉後趕到現場聲援，防暴警一度噴射胡椒噴霧，現場一片混亂，有街坊眼睛中椒。擾攘一番後，網傳防暴警拘捕一名男子，街坊再質問原因，但防暴警離去前施放至少兩枚催淚彈。

### 腦退化翁忘記隔離令出門被尋獲
2020年2月18日早上9時許，上水有街坊發現大批身穿整套防護衣物的警員於清河邨巴士總站出現，擔心有新型冠狀病毒肺炎個案出現。記者趕赴現場，發現兩名身穿防護衣物的警員及一批軍裝警員在場，以及一名戴口罩及白色手表的老翁坐在站長室旁。
消息稱，該名老翁家住藍田，上周六（15日）從內地回港後需接受家居隔離。惟他今早突然離開寓所，其子發現後報警求助，不斷致電父親，當時老翁正乘坐前往上水的巴士，不知自己身處何方，有乘客幫忙接聽電話，並協助老翁於上水清河邨巴士總站下車，身穿整套防護衣物警員到場處理。據悉，該老翁未戴上追蹤手帶。
北區區議員袁浩倫到現場了解後表示，老翁患有腦退化症，事發時忘記了隔離令出門，於藍田意外登上九巴277E線前往上水，至清河邨站後下車，等候衛生署人員。涉事的九巴已駛回車廠消毒清潔。
至中午12時許，衛生署人員到場接走老翁，送他返回藍田寓所繼續接受家居隔離。

### 輕生命案
2023年1月4日，清平樓一名女戶主返回住所後，發現22歲女兒房間上鎖，其後強行入房後發現已經昏迷不省人事。而救護員亦在房間內發現另一名20歲已經失去知覺的女子，經檢查後，證實兩名女子當場身亡。兩名死者均為22歲的學生。而警方在房間檢獲遺書，內容透露將會服毒自殺，但沒有講述原因。同日傍晚，清頌樓一女住戶發現29歲女兒在寓所客廳上吊輕生，女事主送往北區醫院搶救亦不治。

### 危站
2025年5月7日警方接獲報案，指一名男子擒出上水清河邨清譽樓的單位外牆，並攀爬水管。警方及消防趕抵現場，並展開氣墊戒備，其後亦派出談判專家趕赴現場游說。該名男子在大廈天井外牆沿水管上下移動，更曾危站水管上，繼而跳躍至對面外牆。他其後在兩層樓之間的外牆停下，有消防員從樓上游繩而下戒備。至晚上7時許，男子已返回安全位置，但手部有擦傷，由救護車送北區醫院治理。男子年約50歲，被救下來時神智不清，當時有防暴警察攜盾牌及戴頭盔到上址處理事件，其後男子涉嫌「管有危險藥物」被捕。目擊者指，該名男子曾將畫、石頭碎粒、玻璃物件等由高處擲到地上。

## 外部連結
- 粉嶺三十六區第三期建築工程 （页面存档备份，存于） －瑞安承建
- 清河邨邨名命名 （页面存档备份，存于）
- 新廈Guide（一）-清河邨 （页面存档备份，存于）
- 新廈Guide（五十二）-清河邨落成篇 （页面存档备份，存于）
- 房委會物業位置及資料 清河邨 （页面存档备份，存于）